# Амароне делла Вальполичелла
Амароне делла Вальполичелла, или просто Амароне (итал. Amarone della Valpolicella, вен. Amaron de ła Valpołexeła) — итальянское красное сухое (иногда полусухое) вино высшей категории качества DOCG, производимое в области Венето, в винодельческом регионе Вальполичелла. Одно из самых элитных и дорогих вин Италии, производится методом «заизюмливания» винограда.
Итальянское слово amarone представляет собой превосходную степень прилагательного amaro («горький»). Название призвано подчеркнуть отличие данного сухого вина от его более сладкого собрата Речото делла Вальполичелла (при производстве которого ферментация прерывается на ранней стадии, когда в сырье ещё велико процентное содержание сахара).

## Технология производства
Речото (предшественник Амароне) родилось в результате экспериментов местных виноделов, проводивших их с начала 1930-х годов с целью «облагородить» немного водянистое местное вино, изготовленное из винограда сортов корвина, корвиноне и рондинелла. Для этих целей виноделы стали использовать предварительно подсушенные виноградные гроздья со слегка заизюмленными ягодами, при этом в продукте повышалась относительная доля сахара и ароматических компонентов, содержащихся в ягодах. Изначально для подсушивания использовались соломенные маты, в настоящее время виноделы выдерживают гроздья на специальных паллетах сроком от нескольких недель до трёх-четырёх месяцев. Окончательно технология сложилась в 1950-х годах.
В процессе ухода за лозами виноделы стараются добиться наилучшей вентиляции гроздьев, сбор винограда проводится в первой половине октября. Гроздья укладываются в бамбуковые, деревянные или пластиковые паллеты. Процесс сушки, именуемый appassimento e rasinate («подсушиваться и сморщиваться»), проводится в специальных промышленных сушильнях, где обеспечивается требуемый режим влажности и температуры. Долгое время процесс подвяливания проводился в случайных помещениях, сараях, жилых комнатах, что не позволяло добиться стабильного качества. Постепенно производители перешли к строительству больших и даже гигантских хранилищ, оборудованных осушителями воздуха, вентиляцией. У промышленной сушки есть критики, считающие, что она делает вино слишком предсказуемым.
В процессе сушки происходит не только сокращение количества влаги в ягодах, но также насыщение влаги веществами ягодной кожуры, что повышает танинность и аромат, а также интенсивность цвета. К началу XXI века сложился стандарт подсушивания ягод в течение 120 дней. Повышение процентного содержания сахара в сырье позволяет получить несладкое и крепкое (16°) вино. После отжима сока остатки виноградного жмыха используются для вторичной ферментации при изготовлении более дешёвого и менее насыщенного вина Рипассо. Дальнейшая выдержка вина проводится в деревянных бочках из французского или славонского дуба, как правило — в классических французских барриках. Сложившийся стандарт выдержки — не менее 2 лет.

## История
Амароне родилось как сухая версия Речото, по некоторым воспоминаниям — случайно, так как ферментацию просто забыли прервать вовремя. На рынок первое вино с названием Амароне делла Вальполичелла  выпустила в 1953 году винодельня Bolla. На право считаться изобретателем Амароне также претендует винодельческое хозяйство Бертани, основанное ещё в 1857 году и первым в регионе ставшее вырабатывать сухие вина по бургундской технологии. Правда, первый винтаж Амароне от Бертани датирован только 1958 годом. 

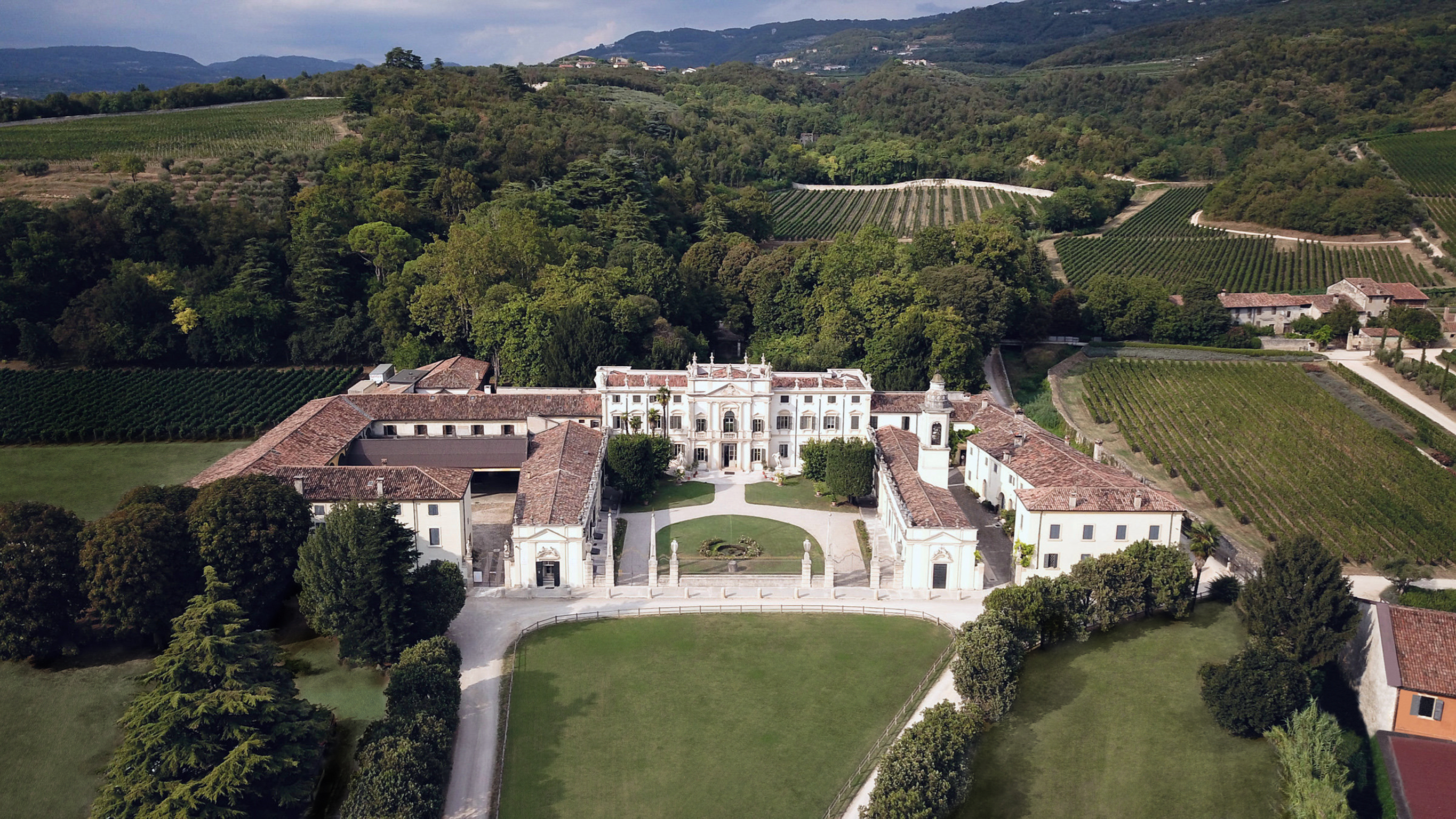
Винодельческое хозяйство Бертани

В 1990 году аппеллясьон получил категорию DOC, а 4 декабря 2009 года — высший статус традиционных итальянских вин DOCG (итал. Denominazione di Origine Controllata e Garantita). 
Международная популярность началась в 1980-е годы с Германии и Скандинавии. В период с 2005 по 2013 годы производство выросло с 8,5 млн бутылок до 14 миллионов. Вместе с тем территория аппеллясьона выросла не столь значительно, а увеличение производства произошло во многом за счёт высаживания лоз на равнинных территориях, обычно дающих виноматериалы худшего качества, чем холмы. В результате новейшие вина марки «Амароне» отличаются неровным качеством.
В 2010-е годы вина Амароне стали более сухими и менее полнотелыми. Также наблюдается тенденция к сокращению дубовых оттенков, за избыток которых вино прежде подвергалось критике дегустаторов.